# Jack Finney
Jack Finney (Milwaukee, 2 ottobre 1911 – Greenbrae, 14 novembre 1995) è stato un autore di fantascienza statunitense.
Le sue opere si collocano su un ideale crocevia tra fantascienza, thriller e horror, e possono essere avvicinate alla fantascienza crepuscolare di Ray Bradbury.

## Biografia
Finney nacque a Milwaukee, nel Wisconsin, e gli venne dato il nome di John Finney. In seguito alla morte di suo padre, quando aveva tre anni, il suo nome venne cambiato in Walter Braden Finney in suo onore, ma tutti continuarono a chiamarlo "Jack" per il resto della vita.
Frequentò lo Knox College di Galesburg, Illinois, città a cui avrebbe dedicato la raccolta di racconti I Love Galesburg in the Springtime (1963).
Sposò Marguerite Guest, da cui ebbe due figli, Kenneth e Marguerite.
Dopo aver vissuto a New York e aver lavorato per un'agenzia pubblicitaria (come Simon Morley, protagonista del romanzo Indietro nel tempo, del 1970), si trasferì con la famiglia in California all'inizio degli anni cinquanta. Visse a Mill Valley, in California, e morì di polmonite ed enfisema a Greenbrae, California.

### Carriera di scrittore
Il primo racconto di Finney, intitolato The Widow's Walk, vinse nel 1946 un concorso promosso dalla rivista Ellery Queen's Mystery Magazine. 
Il suo primo romanzo, Five Against the House, venne pubblicato nel 1954 e divenne un film l'anno seguente.
Il romanzo della notorietà di Finney fu L'invasione degli ultracorpi (The Body Snatchers, 1955, noto in Italia anche col titolo de Gli invasati), dedicato a un'invasione aliena e da cui venne tratto l'omonimo film del 1956 (Invasion of the Body Snatchers), che ebbe differenti sequel e remake. Il romanzo racconta di alieni che prendono le sembianze di esseri umani per sostituirsi progressivamente a loro: il libro è stato oggetto di differenti interpretazioni, ed è stato ad esempio letto come allegoria della Guerra Fredda e delle ossessioni maccartiste sulle infiltrazioni di spie sovietiche negli Stati Uniti. Di là da questo, traspare nel libro l'attenzione di Finney alla psicologia dei personaggi e la sua cura del dettaglio: senza ricorrere a effetti speciali, Finney demanda ad esempio l'identificazione della natura aliena degli invasori a piccoli particolari che turbano impercettibilmente l'apparenza familiare della persona a cui s'è sostituito l'alieno. Con questa tensione straniante fra familiare e non-familiare, Finney crea un effetto sottilmente perturbante in senso freudiano.
Il capolavoro di Finney è tuttavia, probabilmente, il romanzo del 1970 Indietro nel tempo. Si tratta di una storia di viaggio nel tempo che introduce nel genere la significativa novità di non prevedere l'uso di una macchina: il protagonista Simon Morley, pubblicitario newyorkese, viene mandato nella New York del 1882 da un'équipe di scienziati governativi che hanno ideato - sulla base delle teorie di Einstein - un modo di viaggiare nel tempo che prevede l'uso dell'ipnosi. Il passato, dice Finney, non è morto: fili sempre più tenui lo legano al presente, e - calandosi mentalmente nella realtà di un'altra epoca e di un preciso luogo - si può imparare a "sentirlo" come vivo e pulsante, e "passare" dall'altra parte. Occorrono precisi individui (dotati di una forte capacità immaginativa) e un luogo che sia rimasto virtualmente inalterato dall'epoca in cui si vuole andare: il viaggio di Indietro nel tempo non consente di spostarsi in epoche troppo distanti dall'universo mentale del soggetto, ma solo in epoche a un tempo vicine e lontane, come - appunto - il XIX secolo. Indietro nel tempo presenta molti dei temi cari a Finney, come il tempo, l'attenzione al dettaglio (Morley impara a capire non solo la realtà storica dell'Ottocento americano, ma anche - ad esempio - come le persone, all'epoca, visualizzavano la realtà, percepivano le immagini, sentivano i colori, gli odori, i sapori), il fascino del passato che si ripresenta in forma spettrale, l'affetto per un'epoca - l'Ottocento - vista come più innocente della nostra, ignara dell'incombere delle due Guerre mondiali, senza inquinamento né mezzi di comunicazione di massa. Il romanzo si caratterizza dunque per un'immagine vivida e dettagliata della New York della fine del XIX secolo, condotta da Finney attraverso l'uso di foto e disegni d'epoca che integrano il testo: l'effetto è quello della riproposizione affettuosa e malinconica d'un mondo perduto, che si ripresenta anche in altri lavori di Finney (come il racconto The Love Letter, presente nella raccolta I Love Galesburg in the Springtime).
Nel 1987, Finney ricevette il World Fantasy Award alla carriera alla "World Fantasy convention" tenutasi a Nashville, in Tennessee.
Finney morì all'età di 84 anni, poco dopo aver concluso From Time to Time, seguito di Indietro nel tempo.  In questo romanzo, Simon - felicemente sposato con Julie nella New York di fine Ottocento - scopre che la sua alterazione nel tempo è stata solo parziale, e i responsabili del progetto di Danziger conservano ricordi di quello che per loro è una sorta di "presente alternativo". Simon viene dunque costretto a raggiungere la New York degli "anni ruggenti", e la sua missione stavolta sarà di impedire l'affondamento del Titanic: facendo sì che il transatlantico non si inabissi, indirettamente Simon interverrà sulla storia, impedendo lo scoppio della prima guerra mondiale. Inizialmente titubante, Simon si convince quando scopre che suo figlio, generato con la moglie Julie nell'Ottocento, morirà proprio durante la guerra sul fronte europeo: alla fine del libro, però, Simon scopre che compiere profonde alterazioni nel tempo è impossibile, il fluire temporale è troppo forte, e dunque la sua missione fallisce.

## Trasposizioni e influenze cinematografiche
Nel 1998 venne girato un film per la tv tratto dal racconto The Love Letter, con Campbell Scott e Jennifer Jason Leigh. La storia racconta dell'impossibile corrispondenza epistolare tra un uomo che vive nella New York del XX secolo e una ragazza vissuta nell'Ottocento.
Il film Kate & Leopold, con Meg Ryan, riproponendo una storia d'amore ambientata a New York tra l'Ottocento e il Novecento, riprende temi simili a quelli di Indietro nel tempo.
Anche nel film La casa sul lago del tempo, con Sandra Bullock e Keanu Reeves, si affronta il tema di una storia d'amore che ha per protagonisti due personaggi che vivono a Chicago in due epoche diverse.
Il film Ovunque nel tempo (Somewhere in Time, 1980) diretto da Jeannot Szwarc, con Christopher Reeve e Jane Seymour, omaggia Jack Finney nel personaggio del dott. Finney, che invia il protagonista nell'Ottocento con metodi simili a quelli descritti in Indietro nel tempo.
Robert Redford ha acquistato i diritti di Indietro nel tempo per farne un film, la cui produzione non è però mai stata avviata.

## Opere tradotte in italiano
- Five Against the House, 1954 (Cinque contro il casino, trad. di Emma Barzini, Garzanti, Milano, 1957)
- The Body Snatchers,1955 (trad. di Stanis La Bruna, con il titolo Gli Invasati,   Mondadori, Milano, 1956; con il titolo L'invasione degli ultracorpi, Mondadori, Milano, 2003; traduzione di Stanis La Bruna e M. L. Cortaldo, Marcos y Marcos, Milano, 2005)
- I Love Galesburg in the Springtime, 1963 (Storie del tempo, traduzione di Vittorio Curtoni, Editrice La Tribuna, Piacenza 1975)
- The Woodrow Wilson's Dime, 1968 (La monetina di Woodrow Wilson,  trad. di Vittorio Curtoni, Mondadori, Milano, 1995; Marcos y Marcos, Milano, 2003)
- Time and Again, 1970 (Indietro nel tempo, traduzione di Marco Pinna e Riccardo Valla, Mondadori, Milano, 1990; Marcos y Marcos, Milano, 2004)
- Marion's Wall, 1973 (Un mondo di ombre,  Mondadori, Milano, 1995)